# Michrów (gromada)
Michrów – dawna gromada (najmniejsza jednostka podziału terytorialnego Polskiej Rzeczypospolitej Ludowej w latach 1954–72) z siedzibą GRN w Michrowie.
Gromady, z gromadzkimi radami narodowymi (GRN) jako organami władzy najniższego stopnia na wsi, funkcjonowały od reformy reorganizującej administrację wiejską przeprowadzonej jesienią 1954 do momentu ich zniesienia z dniem 1 stycznia 1973, tym samym wypierając organizację gminną w latach 1954–1972.
Gromadę Michrów z siedzibą GRN w Michrowie utworzono – jako jedną z 8759 gromad – w powiecie grójeckim w woj. warszawskim, na mocy uchwały nr VI/10/5/54 WRN w Warszawie z dnia 5 października 1954. W skład jednostki weszły obszary dotychczasowych gromad Michrów, Michrówek, Kruszew i Kruszewek oraz wieś Kocerany, wieś Kocierańska Wólka i [wieś] Ksawerów z dotychczasowej gromady Kocerany ze zniesionej gminy Konie, obszar dotychczasowej gromady Świętochów ze zniesionej gminy Komorniki oraz obszar dotychczasowej gromady Wysoczyn ze zniesionej gminy Kobylin w tymże powiecie. Dla gromady ustalono 15 członków gromadzkiej rady narodowej.
29 lutego 1956 do gromady Michrów przyłączono wieś Cieśle z gromady Kopana w tymże powiecie.
1 stycznia 1957 z gromady Michrów wyłączono wieś Ksawerów włączając ją do gromady Kopana w tymże powiecie.
1 stycznia 1960 z gromady Michrów wyłączono wsie Kruszew i Kruszewek, włączając je do gromady Pniewy w tymże powiecie, po czym gromadę Michrów zniesiono 31 grudnia 1959 a jej (pozostały) obszar włączono do gromady Tarczyn w tymże powiecie (podkreślone i wykreślone zmiany retroaktywnie określone uchwałami z 25 lutego 1960).